# نئوفرمالیسم
در نقد ادبی ادبیات انگلیسی، نئوفرمالیسم یا فرمالیسم نو/جدید (به انگلیسی:New Formalism) جنبشی و مکتبی در اواخر قرن بیستم و اوایل قرن بیست و یکم در شعر آمریکایی است که بازگشت توجه به وزن شعر، قافیه و شعر روایی را ترویج می‌کند. محرک اصلی شکل‌گیری این مکتب به دلیل کاهش توجه به شعر آمریکایی بود و اگر شعر آمریکایی می‌خواست در میان مردم آمریکا با رمان رقابت کند و محبوبیت سابق خود را بازیابد، هر سه این موارد را لازم می‌داشت.

## پیش‌زمینه
ابداعات صوری شعر مدرنیستی، با الهام از والت ویتمن و محبوبیت ازرا پاوند، ادگار لی مسترز، و تی. اس. الیوت، منجر به انتشار گسترده شعر آزاد «free verse» (مشابه شعر شپید در ادبیات فارسی) در اوایل قرن بیستم شد. در دهه ۱۹۲۰ میلادی، بحث در مورد ارزش شعر آزاد در مقابل شعر صوری صفحات مجلات ادبی آمریکایی را پر کرده بود.